# Officiell Bootleg Live
Officiell Bootleg Live är en musik-DVD av Noice.
Producerad av CTV Karlskoga, producent Daniel Beckman.

## Kristinehamn 26 mars 1995

### Medverkande
Noice:
- Hasse Carlsson - sång & gitarr
- Peo Tyren - bas & kör
- Fredrik Von Gerber - trummor & kör

Gästmusiker:
- Richard Evenlind - gitarr & kör
- Frank Rönningen - keyboard & kör

### Låstlista
1. "1987"
2. "Du lever bara en gång"
3. "En kväll i tunnelbanan"
4. "Romans för timmen"
5. "Bedårande barn av sin tid"
6. "Vi rymmer bara du och jag"
7. "Rosa ljus"
8. "Svart läder"
9. "I natt é hela stan vår"
10. "Ut i natten"
11. "Dolce vita (Det ljuva livet)"
12. "Jag vill inte va' (som alla andra)"

## Karlskoga 4 september 2004

### Medverkande
Noice:
- Marcus Öhrn - sång
- Peo Thyren - bas & kör
- Fredrik Von Gerber - trummor & pratsång på "Varför just jag"
- Richard Evenlind - gitarr & kör
- Johan Boding - keyboard & kör

### Låtlista
1. "Bedårande barn av sin tid"
2. "1987"
3. "Dolce vita (Det ljuva livet)"
4. "Rosa ljus"
5. "Svart läder"
6. "Metropol"
7. "Romans för timmen"
8. "Varför just jag"
9. "Du lever bara en gång"
10. "Amerikanska bilar"
11. "Vi rymmer bara du och jag"
12. "Ut i natten"
13. "I natt é hela stan vår"
14. "Nina"
15. "En kväll i tunnelbanan"
16. "Jag vill inte va' (som alla andra)"
17. "Bang en boomerang"

## Bonusmaterial

### Låtar under soundcheck
1. Anarchy i the U.K
2. Cityhets
3. Videoliv
4. Jag är trött på tonårsdrömmen
5. Stjärnor över Stockholm

### Övrigt extramaterial
- Exposé: Historien om Noice
- Diskotek: Albumdiskografi
- Macam: Bandets privata film
- Easteregg: Gömt material